# Copa de baloncesto de Israel 2021-22
La 62ª edición de la Copa de baloncesto de Israel (en hebreo  גביע המדינה בכדורסל) se disputó entre el 16 de enero y el 17 de febrero de 2022, celebrándose la Final Four en Tel Aviv. La competición la organiza la Asociación de baloncesto de Israel.
El 10 de mayo de 2021, la Asociación de Baloncesto de Israel anunció un cambio en el formato del torneo de Copa. Solo los primeros ocho equipos al final de la primera vuelta de la Ligat ha'Al competirían en la misma, y no todos los equipos de la primera categoría y los de la Liga Leumit como se venía haciendo hasta ese momento.
El 31 de octubre de 2021, la Asociación de Baloncesto de Israel anunció que el sorteo del torneo se realizaría el 28 de diciembre.

## Equipos clasificados
Los ocho primeros equipos tras la primera vuelta (11 jornadas) de la Ligat ha'Al 2021-22 se clasificaron para el torneo.
| Pos. | Equipo                | PJ | G | P | PF  | PC  | DP   | Pts | Clasificación |
| ---- | --------------------- | -- | - | - | --- | --- | ---- | --- | ------------- |
| 1    | Hapoel Jerusalem      | 11 | 9 | 2 | 923 | 823 | +100 | 20  | qualified     |
| 2    | Hapoel Holon          | 11 | 7 | 4 | 896 | 867 | +29  | 18  | qualified     |
| 3    | Maccabi Tel Aviv      | 11 | 7 | 4 | 953 | 852 | +101 | 18  | qualified     |
| 4    | Bnei Herzliya         | 11 | 7 | 4 | 919 | 890 | +29  | 18  | qualified     |
| 5    | Hapoel Galil Elyon    | 11 | 6 | 5 | 885 | 874 | +11  | 17  | qualified     |
| 6    | Ironi Nes Ziona       | 11 | 6 | 5 | 885 | 917 | −32  | 17  | qualified     |
| 7    | Hapoel Haifa          | 11 | 5 | 6 | 857 | 889 | −32  | 16  | qualified     |
| 8    | Hapoel Tel Aviv       | 11 | 5 | 6 | 914 | 889 | +25  | 16  | qualified     |
| 9    | Hapoel Be'er Sheva    | 11 | 4 | 7 | 857 | 884 | −27  | 15  |               |
| 10   | Hapoel Gilboa Galil   | 11 | 4 | 7 | 884 | 936 | −52  | 15  |               |
| 11   | Hapoel Eilat          | 11 | 4 | 7 | 923 | 935 | −12  | 15  |               |
| 12   | Maccabi Rishon LeZion | 11 | 2 | 9 | 829 | 969 | −140 | 13  |               |

 Fuente: 

## Cuadro final
|  | Cuartos de final 16 de enero, 3, 5 y 7 de febrero | Cuartos de final 16 de enero, 3, 5 y 7 de febrero |                      |    | Semifinales 13–14 de febrero | Semifinales 13–14 de febrero |  |  | Final 17 de febrero | Final 17 de febrero |
|  |                                                   |                                                   |                      |    |                              |                              |  |  |                     |                     |
|  | 16 de enero, 21:00                                |                                                   |                      |    |                              |                              |  |  |                     |                     |
|  |                                                   |                                                   |                      |    |                              |                              |  |  |                     |                     |
|  | Hapoel Holon                                      | 85                                                |                      |    |                              |                              |  |  |                     |                     |
|  | Hapoel Holon                                      | 85                                                | 13 de febrero, 18:45 |    |                              |                              |  |  |                     |                     |
|  | Hapoel Haifa                                      | 79                                                |                      |    |                              |                              |  |  |                     |                     |
|  | Hapoel Haifa                                      | 79                                                | Hapoel Holon         | 63 |                              |                              |  |  |                     |                     |
|  | 3 de febrero, 19:20                               |                                                   | Hapoel Holon         | 63 |                              |                              |  |  |                     |                     |
|  |                                                   | Bnei Herzliya                                     | 83                   |    |                              |                              |  |  |                     |                     |
|  | Ironi Nes Ziona                                   | Bnei Herzliya                                     | 83                   | 70 |                              |                              |  |  |                     |                     |
|  | Ironi Nes Ziona                                   |                                                   |                      | 70 |                              |                              |  |  |                     |                     |
|  | Bnei Herzliya                                     | 86                                                |                      |    |                              |                              |  |  |                     |                     |
|  | Bnei Herzliya                                     | 86                                                | Bnei Herzliya        | 87 |                              |                              |  |  |                     |                     |
|  | 5 de febrero, 20:10                               |                                                   | Bnei Herzliya        | 87 |                              |                              |  |  |                     |                     |
|  |                                                   | Hapoel Tel Aviv                                   | 82                   |    |                              |                              |  |  |                     |                     |
|  | Hapoel Tel Aviv                                   | Hapoel Tel Aviv                                   | 82                   | 87 |                              |                              |  |  |                     |                     |
|  | Hapoel Tel Aviv                                   | 14 de febrero, 21:00                              |                      | 87 |                              |                              |  |  |                     |                     |
|  | Hapoel Jerusalem                                  | 71                                                |                      |    |                              |                              |  |  |                     |                     |
|  | Hapoel Jerusalem                                  | 71                                                | Hapoel Tel Aviv      | 90 |                              |                              |  |  |                     |                     |
|  | 7 de febrero, 17:30                               |                                                   | Hapoel Tel Aviv      | 90 |                              |                              |  |  |                     |                     |
|  |                                                   | Maccabi Tel Aviv                                  | 80                   |    |                              |                              |  |  |                     |                     |
|  | Hapoel Galil Elyon                                | Maccabi Tel Aviv                                  | 80                   | 77 |                              |                              |  |  |                     |                     |
|  | Hapoel Galil Elyon                                |                                                   |                      | 77 |                              |                              |  |  |                     |                     |
|  | Maccabi Tel Aviv                                  | 88                                                |                      |    |                              |                              |  |  |                     |                     |
|  | Maccabi Tel Aviv                                  | 88                                                |                      |    |                              |                              |  |  |                     |                     |

Fuente:

## Cuartos de final
| 3 de febrero | Ironi Nes Ziona                            | 70–86                                 | Bnei Herzliya                             |                      |  |
| 19:20        | Parciales: 18–21, 19–27, 20–14, 13–24      | Parciales: 18–21, 19–27, 20–14, 13–24 | Parciales: 18–21, 19–27, 20–14, 13–24     |                      |  |
|              | Estadísticas Bartley 24 Shittu 8 Bartley 6 | Reporte Pts Reb Asts                  | Estadísticas Babb 26 Onuaku 9 Van Vliet 4 | Pabellón: Ness Ziona |  |

| 7 de febrero | Hapoel Galil Elyon                                           | 77–88                                | Maccabi Tel Aviv                                   |                     |  |
| 17:30        | Parciales: 27–29, 27–14, 7–26, 16–19                         | Parciales: 27–29, 27–14, 7–26, 16–19 | Parciales: 27–29, 27–14, 7–26, 16–19               |                     |  |
|              | Estadísticas Moskovich 18 Chachashvili 9 Moskovich & Lewis 4 | Reporte Pts Reb Asts                 | Estadísticas Wilbekin 16 Sorkin 7 Ziv & Wilbekin 4 | Pabellón: Kfar Blum |  |

| 5 de febrero | Hapoel Tel Aviv                                 | 87–71                                 | Hapoel Jerusalem                                   |                    |  |
| 20:10        | Parciales: 14–17, 36–23, 19–20, 18–11           | Parciales: 14–17, 36–23, 19–20, 18–11 | Parciales: 14–17, 36–23, 19–20, 18–11              |                    |  |
|              | Estadísticas Brown & Tokoto 16 Tokoto 7 Brown 7 | Reporte Pts Reb Asts                  | Estadísticas Braimoh 18 Three players 6 Obasohan 5 | Pabellón: Tel Aviv |  |

| 16 de enero | Hapoel Holon                                       | 85–79                                              | Hapoel Haifa                                       |                 |  |
| 21:00       | Parciales: 19–11, 8–30, 22–12, 15–11 (T.E.: 21–15) | Parciales: 19–11, 8–30, 22–12, 15–11 (T.E.: 21–15) | Parciales: 19–11, 8–30, 22–12, 15–11 (T.E.: 21–15) |                 |  |
|             | Estadísticas Ragland 22 Johnson 10 Smith 5         | Reporte Pts Reb Asts                               | Estadísticas Allen 24 Allen & James 9 Vargas 5     | Pabellón: Holon |  |

## Semifinales
| 13 de febrero | Hapoel Holon                                       | 63–83                                 | Bnei Herzliya                            |                    |  |
| 18:45         | Parciales: 13–26, 19–24, 11–19, 20–14              | Parciales: 13–26, 19–24, 11–19, 20–14 | Parciales: 13–26, 19–24, 11–19, 20–14    |                    |  |
|               | Estadísticas Ragland 25 Ragland & Zack 6 Ragland 9 | Reporte Pts Reb Asts                  | Estadísticas Onuaku 21 Hooker 8 Hooker 9 | Pabellón: Tel Aviv |  |

| 14 de febrero | Hapoel Tel Aviv                        | 90–80                                 | Maccabi Tel Aviv                                     |                    |  |
| 21:00         | Parciales: 22–25, 23–19, 20–12, 25–24  | Parciales: 22–25, 23–19, 20–12, 25–24 | Parciales: 22–25, 23–19, 20–12, 25–24                |                    |  |
|               | Estadísticas Brown 30 Tokoto 9 Brown 9 | Reporte Pts Reb Asts                  | Estadísticas Wilbekin 23 Žižić 12 Wilbekin & Evans 3 | Pabellón: Tel Aviv |  |

## Final
| 17 de febrero | Bnei Herzliya                             | 87–82                                 | Hapoel Tel Aviv                                   |                    |  |
| 21:00         | Parciales: 12–21, 25–18, 29–25, 21–18     | Parciales: 12–21, 25–18, 29–25, 21–18 | Parciales: 12–21, 25–18, 29–25, 21–18             |                    |  |
|               | Estadísticas Onuaku 30 Onuaku 17 Hooker 5 | Reporte Pts Reb Asts                  | Estadísticas Brown & Young 21 Zalmanson 5 Brown 6 | Pabellón: Tel Aviv |  |